# كأس هولندا السياحية 1950
كأس هولندا السياحية 1950 هو سباق دراجات نارية أقيم بتاريخ 8 يوليو 1950 في حلبة أسن تي تي. كان الجولة الثالثة من أصل 6 في سباق الجائزة الكبرى للدراجات النارية موسم 1950. فاز الإيطالي أمبرتو ماسيتي بفئة 500 سي سي بينما جاء الإيطالي نيلو باجاني في المركز الثاني وحصل على المركز الثالث الأسترالي هاري هينتون.

## وصلات خارجية
- الموقع الرسمي